# Иоанн (Хома)
Архиепископ Иоа́нн (в миру Лев Данилович Хома, бел. Леў Данілавіч Хама́; род. 25 марта 1963, Колбаевичи, Самборский район, Львовская область, УССР) — архиерей Русской православной церкви, архиепископ Брестский и Кобринский.

## Биография
Получил среднее образование. В 1982—1984 годы проходил срочную службу в армии.
С февраля по август 1985 года — сотрудник Минского епархиального управления.
В 1985—1989 годах обучался в Московской духовной семинарии, по окончании которой был зачислен в Московскую Духовную академию, учёбу в которой завершил экстерном в 1993 году.
В 1990 году стал секретарём-референтом митрополита Минского и Гродненского.
С августа 1992 года — преподаватель Минской духовной семинарии по кафедре Сектоведения, а с 1993 — также Литургики.
15 декабря 1992 года принял монашеский постриг с именем Иоанн в честь преподобного Иоанна Дамаскина. 3 января 1993 года рукоположён в сан иеродиакона.
20 июня того же года рукоположён в сан иеромонаха с назначением на должность священника домовой церкви в честь Собора Белорусских святых при Минском епархиальном управлении.
С июля 1994 года являлся секретарём Минского епархиального управления и настоятелем домовой церкви.
В 1995 году к празднику Святой Пасхи возведен в сан игумена.
Ученая стёпень кандидата богословия присуждена Советом Московских духовных школ 9 июня 1995 года за диссертацию на тему «Святой праведный Иоанн Кронштадтский и его духовное наследие».
4 декабря 1995 года возведен в сан архимандрита.

## Архиерейство
13 марта 2002 года Священный Синод Русской православной Церкви на своём заседании одобрил избрание Синода Белорусской Православной Церкви и благословил секретарю Минского епархиального управления принять архиерейский сан.
30 марта 2002 года в Свято-Духовском кафедральном соборе в Минске было совершено наречение архимандрита Иоанна (Хомы) во епископа Борисовского, викария Минской епархии.
31 марта 2002 года в Свято-Духовском кафедральном соборе в Минске была совершена хиротония архимандрита Иоанна (Хомы) во епископа Борисовского. Хиротонию совершили митрополит Минский и Слуцкий Филарет (Вахромеев), архиепископ Витебский и Оршанский Димитрий (Дроздов), архиепископ Пинский и Лунинецкий Стефан (Корзун), архиепископ Гомельский и Жлобинский Аристарх (Станкевич), епископ Туровский и Мозырский Петр (Карпусюк), епископ Гродненский и Волковысский Артемий (Кищенко), епископ Новогрудский и Лидский Гурий (Апалько), епископ Полоцкий и Глубокский Феодосий (Бильченко), епископ Белостокский и Гданьский Иаков (Костючук) (Польская православная церковь), епископ Брестский и Кобринский Софроний (Ющук), епископ Переяслав-Хмельницкий Митрофан (Юрчук) и епископ Балтийский Серафим (Мелконян).
7 октября 2002 года рещением Священного синода РПЦ назначен епископом Брестским и Кобринским.
20 ноября 2016 года за Божественной литургией в Храме Христа Спасителя в Москве в ходе празднования 70-летия Патриарха Кирилла «за усердное служение Церкви Божией в Брестской епархии» был возведён им в сан архиепископа.

## Награды
- орден св. благоверного кн. Даниила Московского III степени;
- медаль св. благоверного кн. Даниила Московского;
- орден св. равноапостальной Марии Магдалины III степени Польской Православной Церкви;
- орден прп. Серафима Саровского III ст. (2022 г.).